# Martyniwka (przystanek kolejowy w obwodzie winnickim)
Martyniwka (ukr. Мартинівка) – przystanek kolejowy w miejscowości Martynówka, w rejonie żmeryńskim, w obwodzie winnickim, na Ukrainie. Położony jest na linii Żmerynka – Mohylów Podolski – Ocnița.